# Ngawang Lobsang Thubten Jigme Gyatso
Thubten Jigme, de son nom complet Ngawang Lobsang Thubten Jigme Gyatso tibétain : བློ་བཟང་ཐུབ་བསྟན་འཇིགས་མེད་རྒྱ་མཚོ, Wylie : blo bzang thub bstan 'jigs med rgya mtsho (1778-28 mars 1819) est un tulkou et un homme politique tibétains. Il est le 7e Demo Rinpoché. De 1811 à 1819, il est régent du Tibet. Le monastère de Démo Rinpoché est Tengyeling à Lhassa.

## Biographie
Thubten Jigme est le régent du Tibet depuis le 2 juin 1811,  le tuteur et le biographe du 9e dalaï-lama. Thomas Manning l'a rencontré et mentionne sa bienveillance à son égard. 

### Selection du10edalaï-lama
Thubten Jigme, alors régent du Tibet, initie la recherche de la réincarnation du 9e dalaï-lama après sa mort prématurée en 1815. Cinq candidats émergent, et il n'en reste rapidement plus que trois. Le régent penche pour Tsultrim Gyatso, le candidat de Lithang. Ne sachant ce qu'en pense l'empereur de la dynastie Qing, le régent persuade l'amban de lui écrire pour demander que l'urne d'or ne soit pas utilisée. L'empereur répond par une lettre qui arrive en avril 1819 à Lhassa, lui demandant d'oser venir à Pékin, menaçant de l'arrêter et de le punir. Mais le régent est alors déjà mort de la variole.